# Ludwig Günther von Nassau

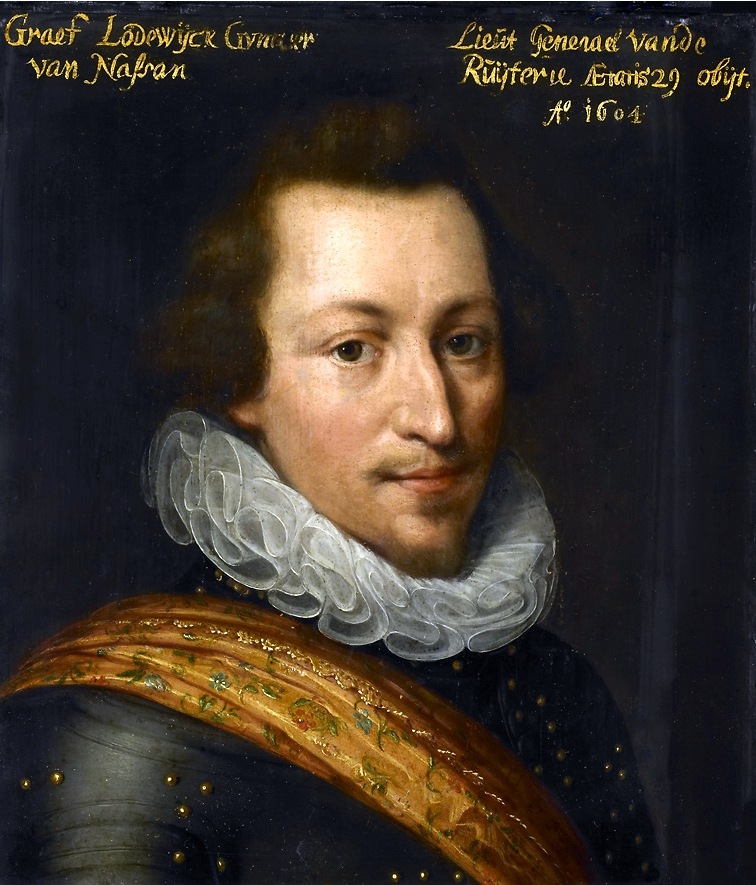
Graf Ludwig Günther von Nassau

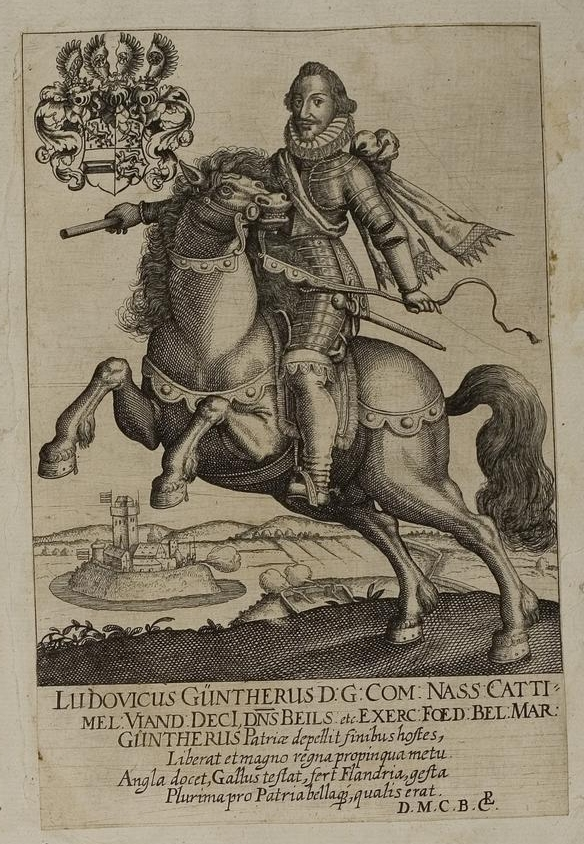
Darstellung zu Pferde auf einem zeitgenössischen Kupferstich

Graf Ludwig Günther von Nassau (* 15. Februar 1575 in Dillenburg; † 12. September 1604, gefallen vor Sluis) niederländischer Generallieutenant der Reiterei im Achtzigjährigen Krieg und Graf von Nassau-Katzenelnbogen.
Er war der jüngste Sohn von Johann VI. von Nassau und dessen erster Frau Elisabeth von Leuchtenberg (1537–1579).
Wie viele seiner Brüder kämpfte er mit seinem Vetter Moritz von Oranien auf Seiten der Generalstaaten. Bereits 1596 nahm er als Freiwilliger an der Eroberung von Cádiz teil, nachdem er zuvor mit der englischen Flotte nach Südamerika hatte fahren wollen, um dort gegen die Spanier zu kämpfen. Sein Vetter erhob ihn 1600 zum Generallieutenant und schon in der Schlacht von Nieuwpoort konnte er sich auszeichnen. Danach konnte er Wachtendonk einnehmen. 1602 war er beim Angriff auf Luxemburg dabei. 1604 nahm er an der Belagerung von Sluis teil, wo er ein Fieber bekam, an dem er dann starb.
Er war seit dem 7. Juni 1601 mit Gräfin Anna Margarethe von Manderscheid-Gerolstein (* 10. August 1575; † 4. März 1606) verheiratet. Anna Margarethe war die Tochter von Graf Johann Gerhard von Manderscheid-Gerolstein und die Witwe von Wirich VI. von Daun-Falkenstein.
Die Ehe blieb kinderlos.